# Gestüt Borgmann
Das Gestüt Borgmann ist ein Gestüt in Ostbevern.

## Geschichte
Das Gestüt wurde 1980 von Norbert Borgmann gegründet, der am 10. Februar 2018 aufgrund eines Unfalls im Pferdestall starb. Auf die westfälische Line züchtete er erfolgreiche Spring- und Dressurpferde. Insgesamt züchtete er 275 erfolgreiche Sportpferde, was ihm zweimal in Folge von dem niederländischen Zuchtmagazin Sport Horse Breeding in der Disziplin Dressur zum erfolgreichsten Stutenstamm der Welt deklariert. Im Jahr 2002 wurde er vom Westfälischen Pferdestammbuch mit dem renommierten „Ramzes-Preis“ ausgezeichnet. 2014 erhielt er zudem die Goldene Medaille des westfälischen Pferdezuchtverbandes feierlich verliehen. Das Gestüt wird von seinem Sohn Stefan weitergeführt. Auf dem Hof findet jährlich eine Auktion statt. Jährlich werden etwa rund 25 Fohlen geboren. Daneben betreibt er noch eine Biogasanlage und 90 Hektar Maisanbau. Neben Ostbevern gibt es noch eine Station im Kehdingen Land.

## Erfolge
So gewann der Amerikaner Steffen Peters mit dem Florestan I-Sohn Floriano, der mit dem US-Team Bronze bei den Weltreiterspielen 2006 in Aachen. Der Ehrentusch-Sohn Eichendorff, der mit der Victoria Max-Theurer zahlreiche Erfolge erzielte. Auch für mehr als 30 gekörte Hengste zeichnete Borgmann als Züchter verantwortlich. So wurden der Siegerhengst der Westfälischen Hauptkörung 2006, der ebenfalls von Ehrentusch abstammende Estobar NRW sowie dessen Sohn Equitaris, 2014 Bundeschampion der vierjährigen Hengste. 2020 erzielte der Westfale „About You“ bei einer Auktion 1,65 Millionen Euro.